# Ricardo Trigueros de León
Ricardo Trigueros de León (Ahuachapán, El Salvador, 13 de noviembre de 1917; San Salvador, El Salvador, 20 de mayo de 1965) fue un poeta, periodista, abogado y crítico literario salvadoreño.
Estudió Derecho en la Universidad de El Salvador. Fue profesor de literatura en varios colegios de educación media de San Salvador y catedrático de Periodismo en la Universidad de El Salvador; fue columnista de El Diario de Hoy. Trabajó como jefe del Departamento Editorial del Ministerio de Cultura en la década de 1950. Murió prematuramente a los 47 años. 

## Obra
Sus poemarios publicados son:
- Campanario (1941),
- Nardo y Estrella (1943),
- Presencia de la Rosa (1945),
- Labrando en Madera (1947),
- Perfil en el Aire (1955) y
- Pueblo (1960).